# Ciudad Aljarafe
Ciudad Aljarafe es un populoso barrio de bloques de pisos situado en la ciudad sevillana de Mairena del Aljarafe construido en torno al Colegio Aljarafe y proyectado por los arquitectos Fernando Higueras y Antonio Miró, fue construido en la década de los 1970, siendo la zona en el momento de su construcción meramente de campiña y olivar.

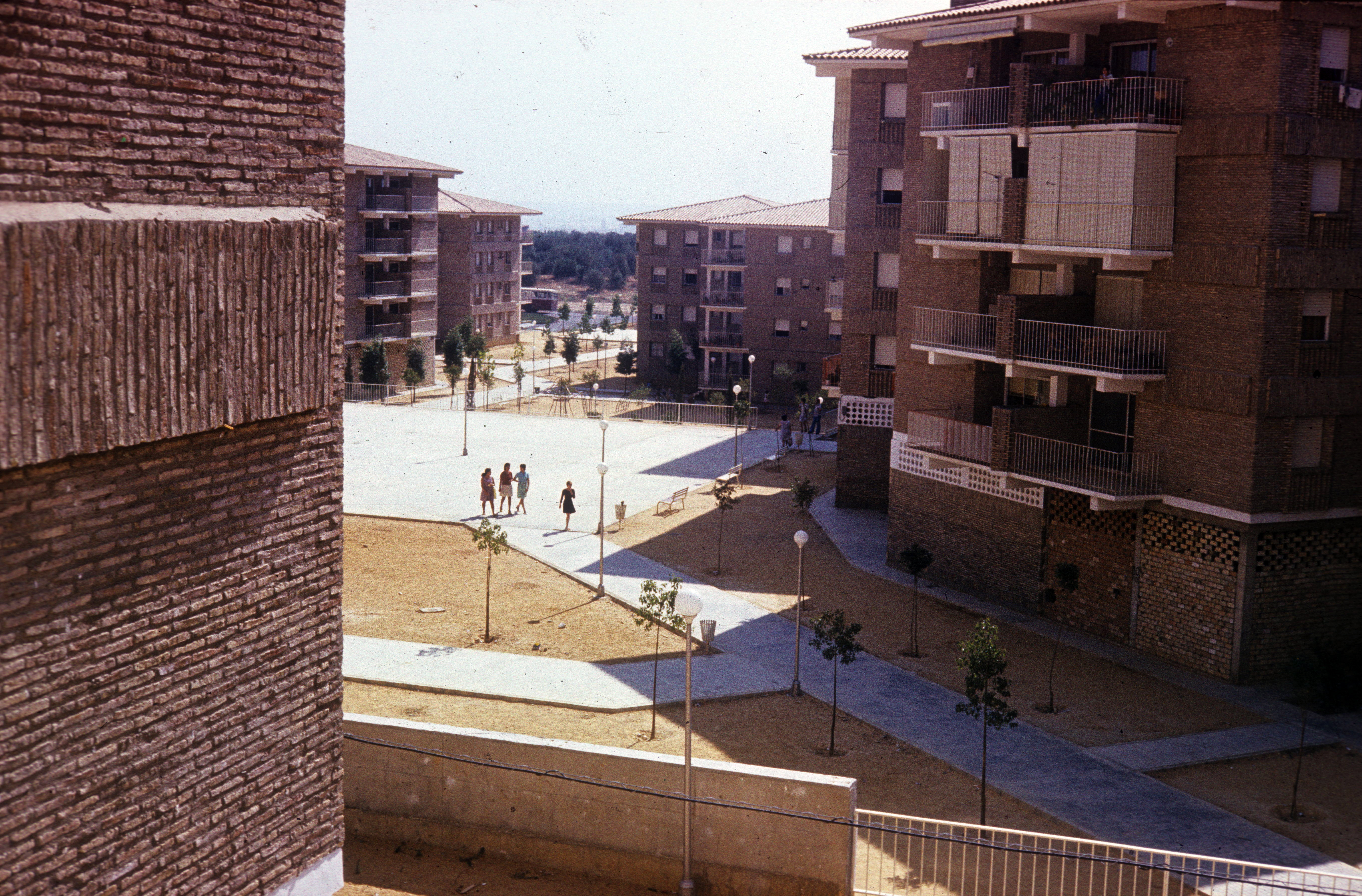
Vista parcial (sureste) de la barriada de ciudad Aljarafe en 1974.

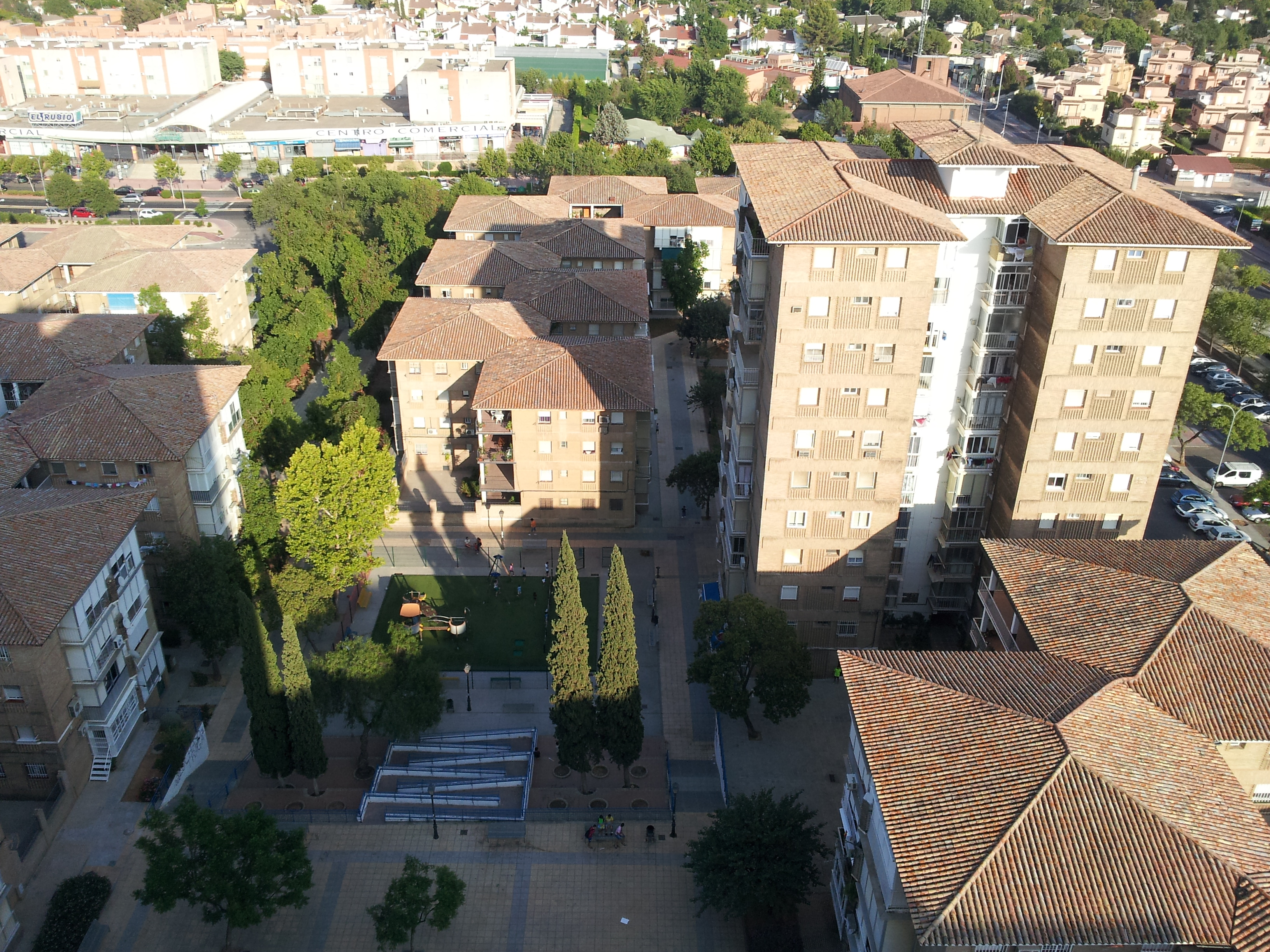
Vista parcial (sureste) de la Barriada de ciudad Aljarafe en 2012

Originalmente el proyecto de construcción cubría una extensión mucho mayor que el resultado final, quedando reducido este aproximadamente a la mitad de lo proyectado. Residen en la citada barriada multitud de familias, convirtiéndose en una zona, no céntrica, pero si muy bien posicionada, contando con todos los servicios en sus cercanías como son el Polideportivo de Cavaleri, pequeños comercios, farmacias, colegios, institutos, casa de la juventud, y asociaciones de diversos tipos así como paradas de autobús interurbano. De igual modo, en las cercanías se ubican las estaciones Ciudad Expo y Cavaleri del metro de Sevilla.
La barriada está compuesta por un total de 1192 viviendas, siendo todos los edificios de ladrillo visto hecho a mano en los tejares que había en la zona en la época de su construcción, y con cubierta de teja de barro a cuatro aguas. Hay 85 bloques agrupados en 26 conjuntos (algunos de un solo bloque) repartidos en distintas tipologías, con viviendas de entre 3 y 6 dormitorios, y con alturas de 4, 7, 10 plantas y sobre todos, destaca el conjunto 16 con sus 15 plantas (solo se edificó una de las dos torres previstas de dicha altura). Muchos de los conjuntos cuentan con bajos comerciales, en los que hay pequeños comercios y asociaciones de distinto tipo. Muchos de los bloques de menor altura, están comunicados entre sí, siendo los accesos a los pisos una suerte de terrazas corridas. Destacan los amplios aparcamientos situados alrededor de la urbanización que deja amplias zonas peatonales para el disfrute de los vecinos. La barriada está limitada al oeste por la Avenida Lepanto, al sur por la avenida Magdalena Sofía Barat, al este por la carretera San Juan-Palomares y al norte por el colegio Aljarafe.
Con el paso de los años, alrededor de Ciudad Aljarafe han ido creándose multitud de pequeñas urbanizaciones de casas adosadas pareadas y unifamiliares de menor altura como pueden ser las urbanizaciones Aljarasol, residencial Corimbo, Alboaire, las Brisas entre otras, y sobre todo, situado al otro lado de la Avenida Magdalena Sofía Barat los Alcores, la más antigua de estas urbanizaciones, compuesta de bloque de ladrillo visto industrial con tejados a cuatro aguas y 4 alturas, quedando en cierta forma Ciudad Aljarafe como el centro de la zona más puramente residencial de la ciudad de Mairena del Aljarafe.
Desde la llegada de la democracia hasta 2021, con la única excepción del popular Ricardo Tarno, todos los alcaldes de la localidad procedían de la barriada Ciudad Aljarafe.